# Hirschstetten
Hirschstetten ist ein Stadtteil Wiens im 22. Wiener Gemeindebezirk Donaustadt sowie eine der 89 Wiener Katastralgemeinden. Bis 1904 war Hirschstetten eine eigenständige Gemeinde.

## Geographie
Hirschstetten grenzt im Osten an Breitenlee, im Süden an Aspern und Stadlau und im Westen an Kagran. Die Katastralgemeinde erstreckt sich über ein Gebiet von 551,89 ha und ist im Süden von der Langobardenstraße, im Westen von der Wiener Nordrand Schnellstraße, im Norden von der Deponie Rautenweg und im Osten grob von der Linie Ziegelhofstraße – Contiweg – Salbeigasse – Hartlebengasse begrenzt.

## Geschichte

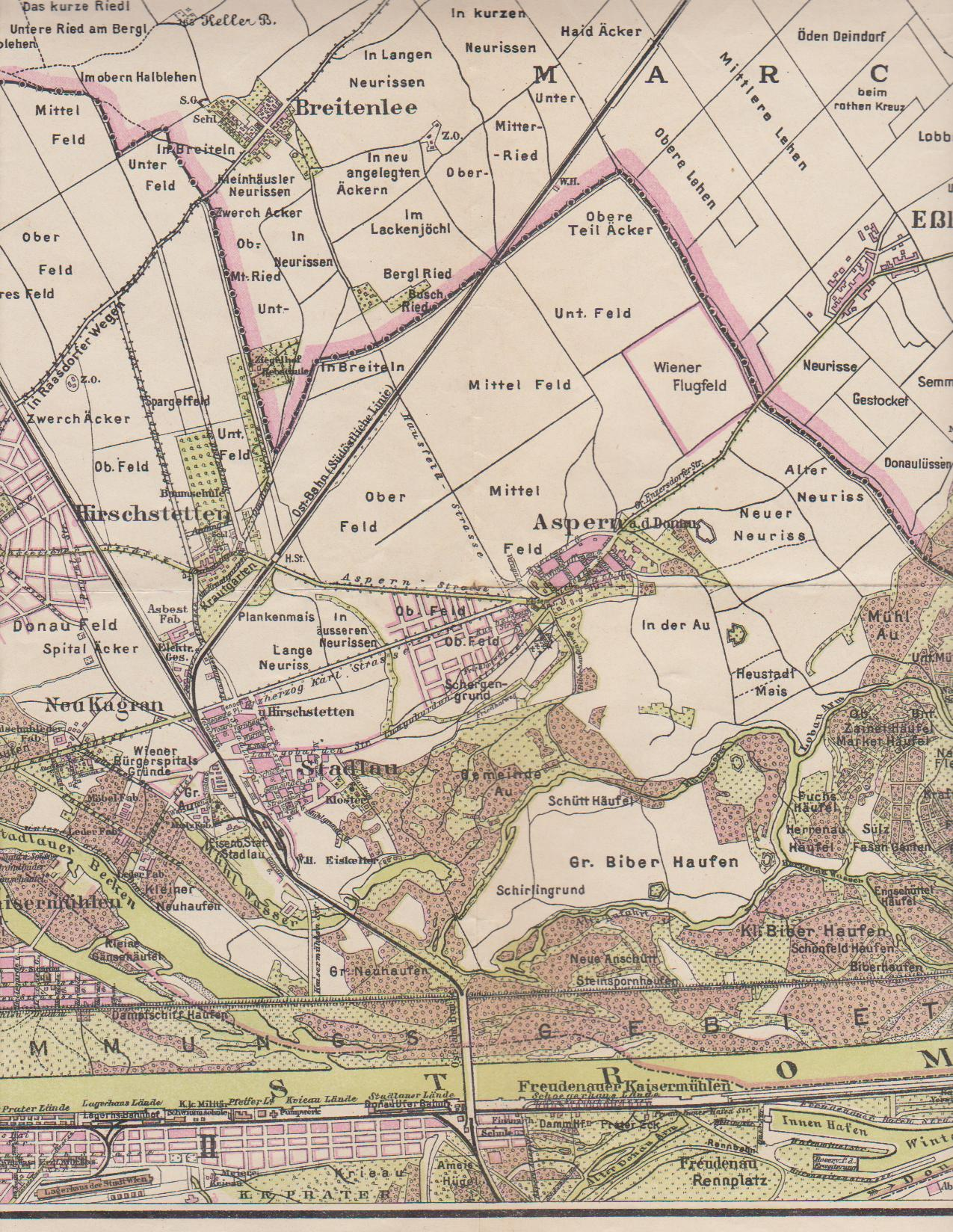
Hirschstetten und seine Nachbarorte auf einem Stadtplan aus dem Jahr 1912

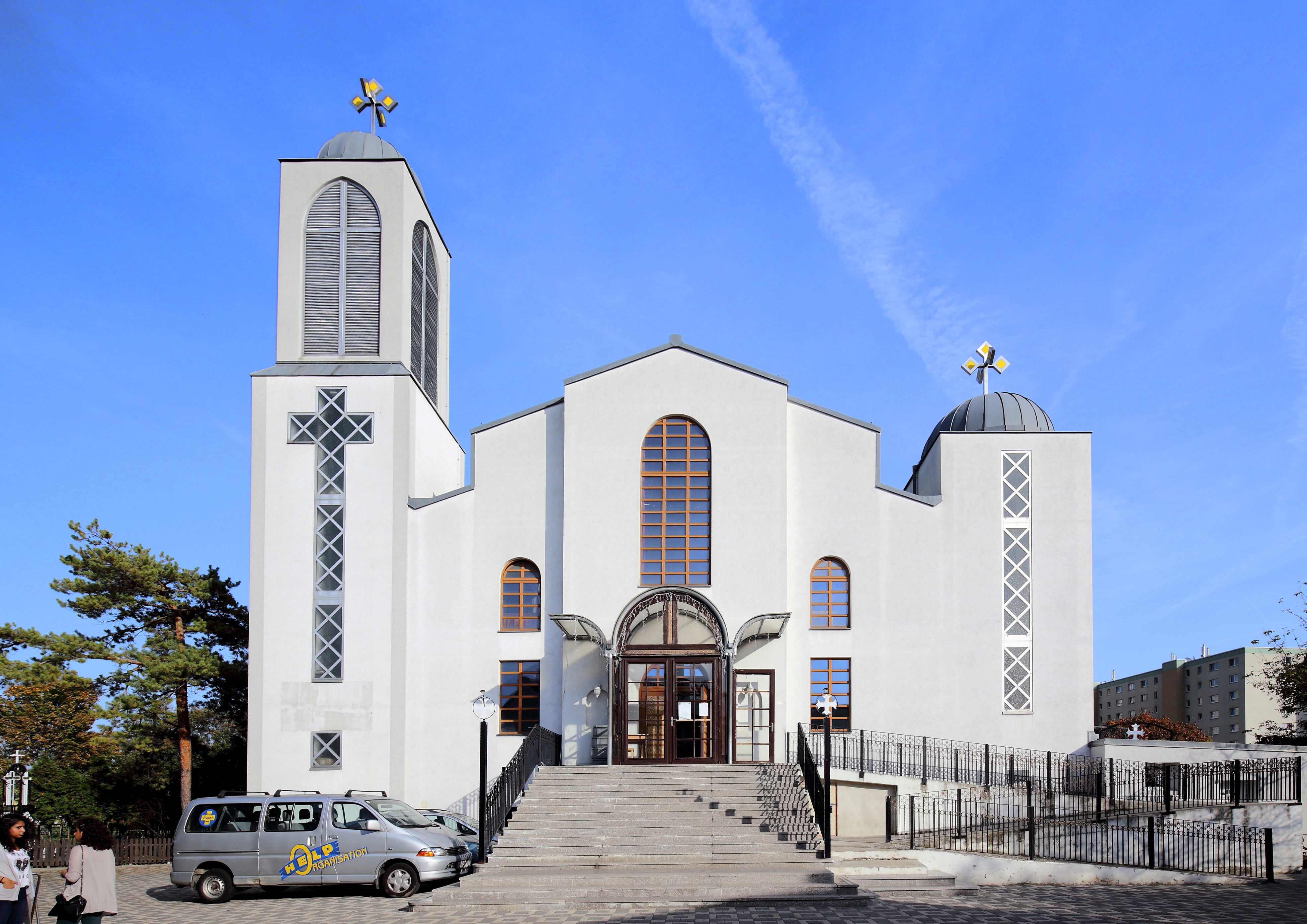
Kirche der heiligen Jungfrau Maria von Zeitoun

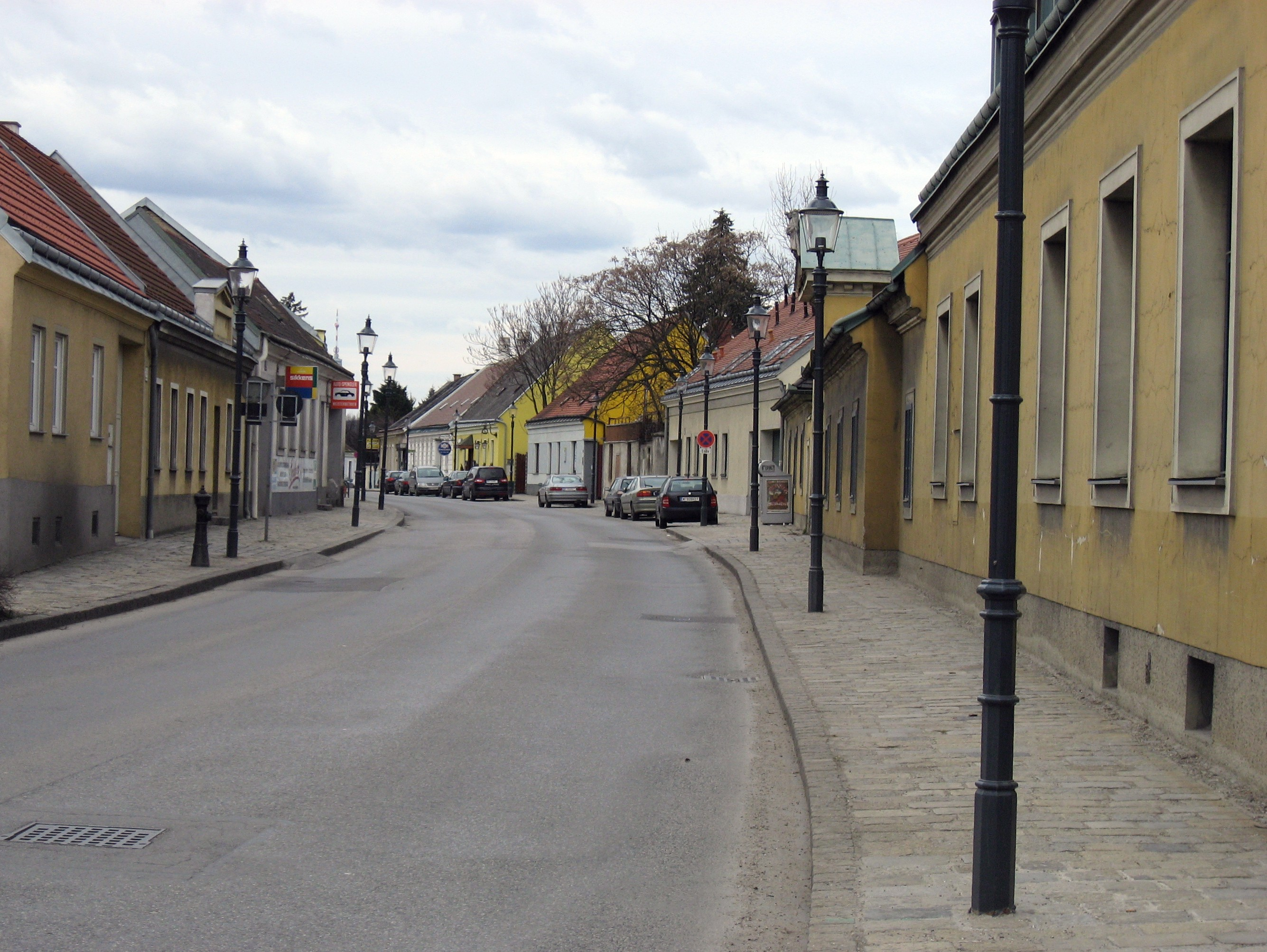
Der historische Ortskern von Hirschstetten

1158 wurde das ursprüngliche Straßendorf gegründet und war bis 1240 ein fürstliches Lehen, ein von Auen und Wasserarmen umgebenes Bauerndorf. Der damalige Name Herstetten leitete sich ab von „Stätten herent der Donau“ (Ort diesseits der Donau). In seiner Geschichte wurde der Ort oft überschwemmt und in Kriegen zerstört. Von 1713 bis 1724 wurde das barocke Schloss Hirschstetten errichtet. Am 21. und 22. Mai 1809 wurde bei der Schlacht um Aspern und Essling Hirschstetten teilweise zerstört. Das Schloss blieb jedoch unversehrt. Die Franzosenkugel, eingemauert an der Außenmauer der ehemaligen Schlosskapelle, erinnert heute noch an das Geschehen.
Nach dem Bau der Ostbahnäste nach Marchegg und nach Laa an der Thaya, die 1870 eröffnet wurden, und nach der ersten Donauregulierung (1870 bis 1875) siedelten sich viele Gärtner, Bauern und Arbeiter an. Der Friedhof Hirschstetten wurde 1872 geweiht.
1904 wurde das stark gewachsene Hirschstetten als Teil des neuen 21. Wiener Gemeindebezirks, Floridsdorf, in Wien eingemeindet. 1938 kam der Stadtteil zum 22. Bezirk Groß-Enzersdorf, einem Teil des neuen Groß-Wien (die Laaer Ostbahn wurde zur Bezirksgrenze 21 / 22). 1945 wurde Hirschstetten nach massivem Luftangriff großteils zerstört. Seit dem Jahr 1954 heißt der verkleinerte 22. Bezirk, zu dem der Ort weiterhin gehört, Donaustadt. Die Grenze zum 21. Bezirk rückte 1954 von Hirschstetten weit nach Nordwesten. Seit den 1960ern wird am Nordrand des Bezirksteils die Deponie Rautenweg betrieben, die zugleich seine höchste Erhebung darstellt.

## Verkehr
Hirschstetten wurde vom 7. Juni 1886 bis zum 22. Jänner 1922 von der Dampftramway-Gesellschaft vormals Krauss & Comp. bedient, deren Linie von Floridsdorf über Kagran und Hirschstetten nach Aspern und Groß-Enzersdorf verkehrte und im Zuge der Hirschstettner Straße durch den Ort fuhr. Vom 23. Jänner 1922 bis zum 30. August 1970 verkehrten auf der Strecke die Straßenbahnlinien 217 und 317; sie wurden dann durch städtische Autobuslinien ersetzt.
Am 31. Mai 1980 wurde im Zuge des Ausbaues der S-Bahn Wien die Linie S80, die vom 2010 abgerissenen Südbahnhof (Ostseite) (seit 2012 schrittweise durch den neuen Wiener Hauptbahnhof ersetzt) bis zur Ostbahn-Haltestelle Wien Erzherzog-Karl-Straße in Stadlau verkehrte, zur Haltestelle Wien Hirschstetten verlängert (Entfernung vom Südbahnhof: 13 km, Fahrzeit: 19 Minuten). Am 31. Mai 1987 erfolgte eine weitere Verlängerung der S80 auf der Marchegger Ostbahn bis zur Haltestelle Wien Hausfeldstraße, welche momentan nur von den Regionalzügen bedient wird, die zwischen Marchegg und Wien Hauptbahnhof verkehren. Der S-Bahn-Betrieb wird heute im 60-Minuten-Intervall angeboten.
Seit dem Fahrplan vom Dezember 2015 verkehrt die Linie S80 auf folgendem Linienweg: Bahnhof Wien Hütteldorf – Bahnhof Wien Meidling – Wien Matzleinsdorfer Platz – Wien Hauptbahnhof – Wien Simmering – Wien Praterkai – Wien Stadlau – Erzherzog Karl Straße – Hirschstetten – Aspern Nord.
1993 wurde die „Südosttangente“ A23, eine Stadtautobahn, von Kaisermühlen bis zur Abfahrt Hirschstetten verlängert. Von dort führte die „Wiener Nordrand Bundesstraße“ B302 weiter Richtung Norden; sie ist seit 2002 zur Nordrand-Schnellstraße S2 umgebaut und 2009 niveaufrei gemacht worden. Es bestehen Pläne, die Abfahrt Hirschstetten zu einem Knoten auszubauen und die A23 von dort zur Seestadt Aspern, einem großen Stadterweiterungsprojekt südöstlich von Hirschstetten, zu verlängern.

## Kultur und Sehenswürdigkeiten

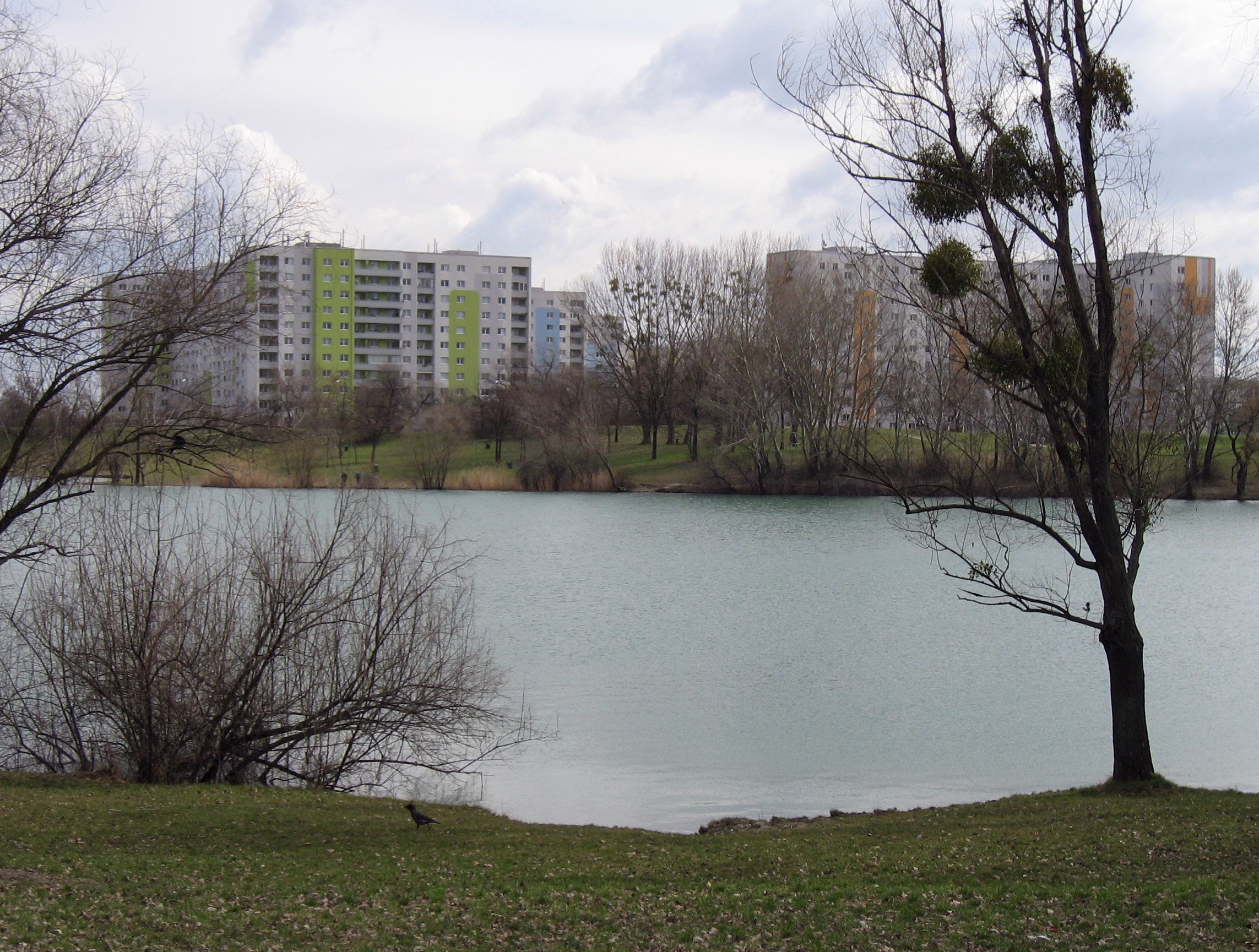
Badeteich Hirschstetten, im Hintergrund die Breitenleer Gemeindebauten an der Ziegelhofstraße

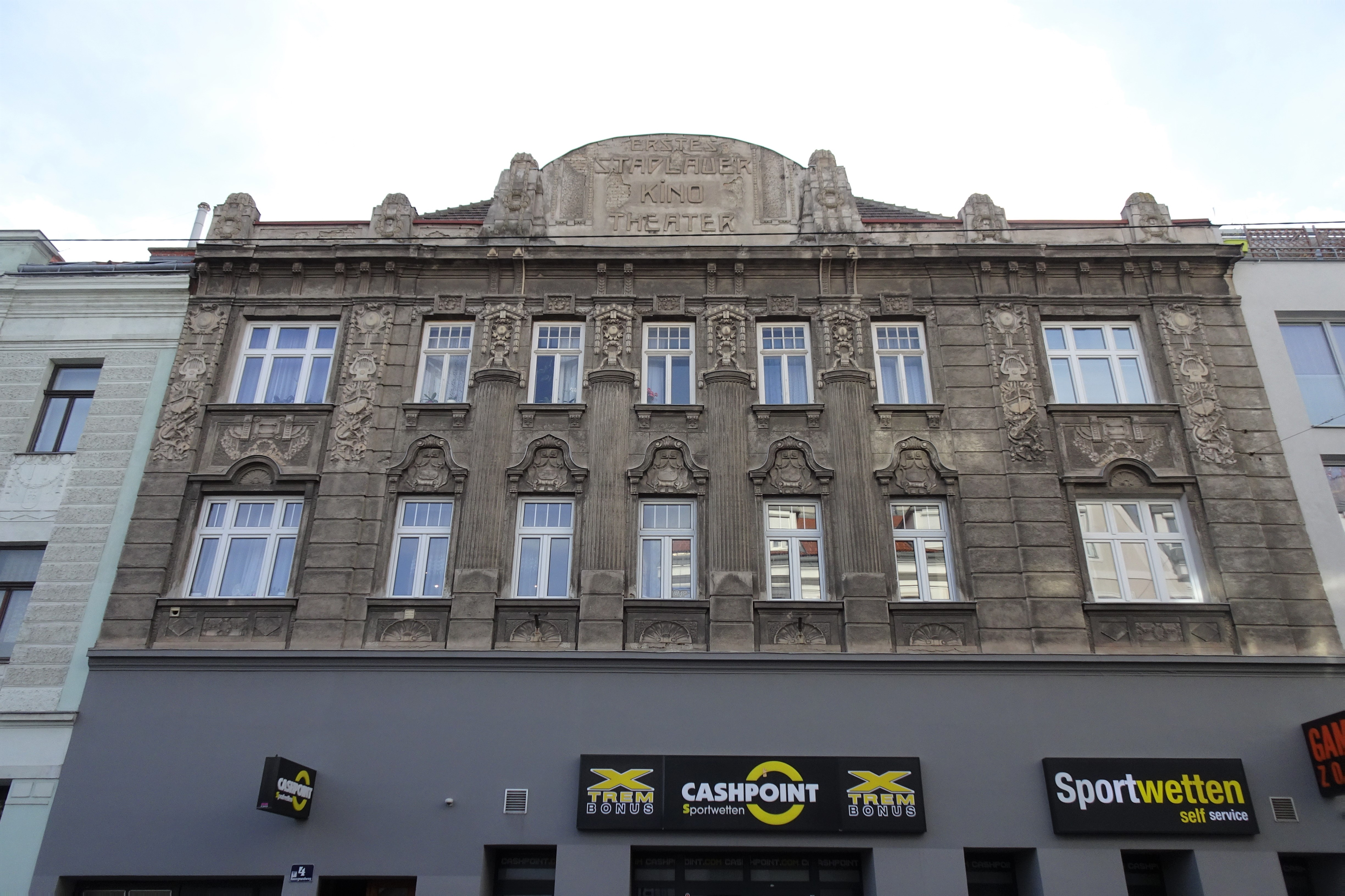
Vorstädtischer Jugendstil in Hirschstetten: Das Erste Stadlauer (sic) Kino-Theater, Hausgrundweg 4

Teile von Hirschstetten werden von der Stadt Wien als bauliche Schutzzonen ausgewiesen: der alte Ortskern mit den Resten des Schlosses Hirschstetten und (unter dem Namen Industriehof Stadlau) das ehemalige AEG-Gelände mit seiner Industriearchitektur aus dem frühen 20. Jahrhundert. Auch Teile der Schutzzone Stadlau gehören zu Hirschstetten, besonders der weitgehend erhaltene ältere Gebäudebestand in der Hans-Steger-Gasse.
In den Straßenzügen zwischen Erzherzog-Karl-Straße und Langobardenstraße (westlich der Konstanziagasse) ist noch einiges an vorstädtischen Zinshäusern mit Jugendstil-Dekor erhalten.
Nach Bombenangriffen 1945 blieben vom Schloss nur wenige Teile, darunter die Schlosskapelle mit ihren Fresken des Barockmalers Daniel Gran, erhalten. Die Pfarrkirche Mariä Himmelfahrt wurde auf dem Grund des ehemaligen Schlosses errichtet.
Sehenswert sind die Blumengärten Hirschstetten mit dem Palmenhaus. Im Sommer erholen sich viele Anrainer der angrenzenden Gemeindesiedlungen am Badeteich Hirschstetten, auch Ziegelhofteich genannt. In der Nähe findet man auch die Koptische Kirche der heiligen Jungfrau von Zeitoun. Im Süden von Hirschstetten steht die evangelische Bekenntniskirche.

## Persönlichkeiten
- Clemens von Pirquet (1874–1929), österreichischer Mediziner
- Guido von Pirquet (1880–1966), österreichischer Raketen-Pionier
- Thomas Prager (* 1985), österreichischer Fußball-Nationalspieler
- Nino Mandl (* 1987), österreichischer Sänger/Songwriter
- Yung Hurn (* 1995), österreichischer Hip-Hop-Musiker